# Morgan Charrière
Pour les articles homonymes, voir Charrière.
Morgan Charrière, né le 26 octobre 1995 à Poissy (Yvelines) est un pratiquant français d'arts martiaux mixtes (MMA). Sociétaire de la Team Chapa Quente (Mantes la Jolie), aux influences de boxe française, de Luta Livre et de jiu-jitsu brésilien. Il évolue actuellement à l’UFC dans la catégorie des poids plumes. Le 12 décembre 2020, il devient le champion des poids plumes au Cage Warriors à la suite de sa victoire contre Perry Goodwin. Le 21 mars 2021, il perd son combat contre Jordan Vucenic et donc sa ceinture.

## Biographie
Morgan Charrière naît à Poissy dans le département des Yvelines en Île-de-France . Dès l'âge de 8 ans, il commence sa pratique des arts martiaux par le judo. Courant 2012, il laisse le judo et se tourne alors vers les arts martiaux mixtes qu’il va pratiquer aux côtés de sa partenaire Julia Nilusmas et évolue dans l'équipe OFC (Mantes la Ville).
À 17 ans, deux mois après son inscription, il devient champion de France de Pancrace Zone Nord de la FFKMDA.
En décembre 2014, il passe professionnel, après des débuts très prometteurs, deux combats gagnés par KO, il enchaine une série de quatre défaites, c'est alors qu'il rejoint la team Chapa Quente .
En 2016, il enchaine une série de sept victoires de rang, remportant ainsi sa première ceinture lors du tournoi 70 kg du Luxury et la ceinture des Contenders 66 kg.

### 100% Fight (2015-2017)
En 2017, il est finaliste du tournoi des 66 kg du 100 % Fight face à Salahdine Parnasse et remporte le titre de champion 66 kg de l'OFC.
Fin 2017, avec un record de neuf victoires pour deux défaites depuis son arrivée à la Team Chapa Quente, il est très logiquement signé par la Bulgarian Top Team Management.

### Cage Warriors (2019 - 2023)
En 2019 après des combats au WWFC et à l'EBD, il intègre le Cage Warriors où il devient le champion poids plumes après sa victoire contre Perry Goodwin par KO à Londres le 12 décembre 2020.
Le 21 mars 2021, lors de son premier match de défense de la ceinture, il perd sur décision partagée son match contre Jordan Vucenic.
Le 1er octobre 2021, lors du Cage Warriors 128, Charrière est opposé à Paul Hughes pour le titre intérimaire des poids plumes de l'organisation. Le français s'incline par décision majoritaire,.

### UFC (depuis 2023)
Début août 2023, il signe son premier contrat à l'Ultimate Fighting Championship, première organisation de MMA au monde. Un mois plus tard, il combat pour la première fois à l'UFC face à l'Italien Manolo Zecchini, lui aussi y faisant ses débuts, à l'occasion de UFC Fight Night : Gane vs Spivak. Charrière s'impose par KO dès le premier round grâce à plusieurs coups de pied et remporte le bonus de performance de la soirée.
En avril 2024, il affronte Chepe Mariscal pour l'UFC Fight Night 240 à Las Vegas et s'incline par décision partagée, le combat est nommé combat de la soirée.
Le 28 Septembre 2024, à l’occasion de sa troisième rencontre à l’UFC Paris, il affronte Gabriel Miranda et s’impose par KO en fin de deuxième round. Il décrochera sa troisième performance de la soirée d’affilée.

## Activités annexes
Morgan Charrière dispose d'un site web sur lequel il vend des programmes de musculation. Il y postait régulièrement des articles sous forme de blog. Il se lance sur YouTube en 2017, mettant en avant des vidéos sur ses pratiques sportives. En 2019, le streamer Kameto fait appel aux services de Morgan Charrière pour perdre du poids. De ce fait, une émission désormais populaire est née sur YouTube s'intitulant Plus jamais gros.
Au niveau scolaire, Morgan Charrière dispose d'un baccalauréat scientifique, d'un BTS MUC et d'une licence STAPS.

## Palmarès

### Distinctions
- Ultimate Fighting Championship
  - Performance de la soirée : le 2 septembre 2023 face à Manolo Zecchini[14]

### Palmarès en arts martiaux mixtes
| 32 combats     | 20 victoires | 11 défaites |
| Par KO         | 12           | 0           |
| Par soumission | 3            | 1           |
| Sur décision   | 5            | 10          |
| Égalités       | 1            | 1           |

| Résultat | Record  | Adversaire         | Méthode                           | Événement                              | Date              | Round | Temps | Lieu                             | Notes                                                           |
| -------- | ------- | ------------------ | --------------------------------- | -------------------------------------- | ----------------- | ----- | ----- | -------------------------------- | --------------------------------------------------------------- |
| Victoire | 21-11-1 | Nate Landwehr      | TKO (Coup de poing)               | UFC sur ESPN : Lewis contre Teixeira   | 12 juillet 2025   | 3     | 0:27  | Nashville, Tennessee, États-Unis | Combat de la soirée                                             |
| Défaite  | 20-11-1 | Nathaniel Wood     | Décision unanime                  | UFC Fight Night: Edwards vs. Brady     | 22 mars 2025      | 3     | 5:00  | Londres, Angleterre              |                                                                 |
| Victoire | 20-10-1 | Gabriel Miranda    | K.O (Coup de poing)               | UFC Fight Night Moicano vs Saint denis | 28 septembre 2024 | 2     | 0:27  | Paris, France                    | Performance de la soirée                                        |
| Défaite  | 19-10-1 | Chepe Mariscal     | Decision partagée                 | UFC Fight Night 240                    | 7 avril 2024      | 3     | 5:00  | Las Vegas, États-Unis            | Combat de la soirée                                             |
| Victoire | 19-9-1  | Manolo Zecchini    | KO (Coups de poing)               | UFC Fight Night: Gane vs. Spivac       | 2 septembre 2023  | 1     | 3:51  | Paris, France                    | Performance de la soirée.                                       |
| Victoire | 18-9-1  | Diego Silva        | TKO (Coups de poing)              | Cage Warriors 157                      | 21 juillet 2023   | 3     | 4:13  | Londres, Angleterre              |                                                                 |
| Victoire | 17-9-1  | Pedro Souza        | TKO (arrêt du médecin)            | Cage Warriors 153                      | 29 avril 2023     | 1     | 5:00  | Dublin, Irlande                  |                                                                 |
| Victoire | 16-9-1  | Daniel Bazant      | Décision partagée                 | Cage Warriors 147                      | 20 novembre 2022  | 3     | 5:00  | Londres, Angleterre              |                                                                 |
| Défaite  | 15-9-1  | Paul Hughes        | Décision majoritaire              | Cage Warriors 128                      | 1er octobre 2021  | 5     | 5:00  | Londres, Angleterre              | Pour la ceinture intérimaire des poids plumes du Cage Warriors. |
| Défaite  | 15-8-1  | Jordan Vucenic     | Décision partagée                 | Cage Warriors 122                      | 21 mars 2021      | 5     | 5:00  | Londres, Angleterre              | Perd la ceinture des poids plumes du Cage Warriors.             |
| Victoire | 15-7-1  | Perry Goodwin      | TKO (Coups de poing)              | Cage Warriors 119                      | 12 décembre 2020  | 3     | 1:55  | Londres, Angleterre              | Remporte la ceinture des poids plumes du Cage Warriors.         |
| Victoire | 14-7-1  | Dean Trueman       | TKO (Coups de poing)              | Cage Warriors 109                      | 26 octobre 2019   | 3     | 1:08  | Birmingham, Angleterre           |                                                                 |
| Victoire | 13-7-1  | Lewis Monarch      | Décision partagée                 | Cage Warriors 106                      | 29 juin 2019      | 3     | 5:00  | Londres, Angleterre              |                                                                 |
| Défaite  | 12-7-1  | Søren Bak          | Décision majoritaire              | Cage Warriors 103                      | 9 mars 2019       | 5     | 5:00  | Copenhague, Danemark             | Pour la ceinture interim des poids plumes du Cage Warriors.     |
| Nul      | 12-6-1  | Marko Kovacevik    | Égalité (majorité)                | WWFC 13                                | 15 décembre 2018  | 3     | 5:00  | Kiev, Ukraine                    |                                                                 |
| Victoire | 12-6    | Julien Gracco      | Soumission (Clé de cheville)      | EBD 4                                  | 13 octobre 2018   | 1     | 0:37  | Mons, Belgique                   |                                                                 |
| Défaite  | 11-6    | Ruslan Kazhmursaev | Décision majoritaire              | WWFC 10                                | 24 mars 2018      | 3     | 5:00  | Kiev, Ukraine                    |                                                                 |
| Victoire | 11-5    | Alexey Oleinik     | TKO (Coups de poing)              | WWFC 9                                 | 14 décembre 2017  | 2     | 4:50  | Kiev, Ukraine                    |                                                                 |
| Victoire | 10-5    | Geysim Derouiche   | KO (Coups de poing)               | OFC 17                                 | 28 octobre 2017   | 3     | 2:00  | Manage, Belgique                 | Remporte la ceinture des poids plumes de l'OFC.                 |
| Défaite  | 9-5     | Salahdine Parnasse | Décision unanime                  | 100% Fight 29                          | 17 mars 2017      | 3     | 5:00  | Paris, France                    | Combat pour la ceinture du tournoi poids plumes du 100% Fight.  |
| Victoire | 9-4     | Ciro Ruotolo       | KO (Coup de genou)                | 100% Fight 29                          | 17 mars 2017      | 1     | 4:30  | Paris, France                    |                                                                 |
| Victoire | 8-4     | William Gomis      | Soumission (Clé de talon)         | 100% Fight Contenders 33               | 26 novembre 2016  | 2     | 1:06  | Paris, France                    |                                                                 |
| Victoire | 7-4     | Alex Kherfallah    | Soumission (Etranglement arrière) | OFC 16                                 | 12 novembre 2016  | 1     | 2:10  | Manage, Belgique                 |                                                                 |
| Défaite  | 6-4     | Pierre Sauvage     | Décision unanime                  | 100% Fight 28                          | 14 mai 2016       | 2     | 5:00  | Paris, France                    |                                                                 |
| Victoire | 6-3     | Ivan Dutchak       | TKO                               | Luxury Fighter                         | 17 avril 2016     | 1     | 3:28  | Luxembourg, Luxembourg           |                                                                 |
| Victoire | 5-3     | Banjougou Sidibe   | Decision majoritaire              | Luxury Fighter                         | 17 avril 2016     | 2     | 5:00  | Luxembourg, Luxembourg           |                                                                 |
| Victoire | 4-3     | Jonathan Hilderald | Decision                          | Luxury Fighter                         | 27 mars 2016      | 3     | 5:00  | Luxembourg, Luxembourg           |                                                                 |
| Victoire | 3-3     | Dryce Bouremel     | Decision Unanime                  | 100% fight 27                          | 4 février 2016    | 2     | 5:00  | Paris, France                    |                                                                 |
| Défaite  | 2-3     | Chris Nkongo       | Décision unanime                  | 100% Fight 25                          | 4 juillet 2015    | 2     | 5:00  | Paris, France                    |                                                                 |
| Défaite  | 2-2     | Jean Loua          | Soumission (Clé de talon)         | 100% Fight Contenders 29               | 20 juin 2015      | 1     | 1:55  | Paris, France                    |                                                                 |
| Défaite  | 2-1     | Majdeddine Ayadi   | Décision unanime                  | 100% Fight Contenders 26               | 4 avril 2015      | 2     | 5:00  | Paris, France                    |                                                                 |
| Victoire | 2-0     | Herve Rosa         | TKO (Stoppage du Docteur)         | OFC 10                                 | 31 janvier 2015   | 1     | 1:45  | Manage, Belgique                 |                                                                 |
| Victoire | 1-0     | Karim Kondua       | TKO (Coups de poing)              | ASV 6                                  | 13 décembre 2014  | 1     | 2:05  | Villepinte, France               |                                                                 |

En démonstration Pro Exhibition
| Résultat | Record | Adversaire       | Méthode                  | Événement           | Date             | Round | Temps | Lieu          | Notes |
| -------- | ------ | ---------------- | ------------------------ | ------------------- | ---------------- | ----- | ----- | ------------- | ----- |
| Victoire | 2-0    | LiGe Teng        | Soumission (Juji Gatame) | WKFCMC 1            | 24 juillet 2016  | 1     | 1:00  | Beijin, Chine |       |
| Victoire | 1-0    | Martin Avetisyan | Décision partagée        | Fight & Glory Brest | 20 décembre 2015 | 2     | 5:00  | Brest, France |       |